# Tiszaszőlős
Tiszaszőlős là một thị trấn thuộc hạt Jász-Nagykun-Szolnok, Hungary. Thị trấn này có diện tích 47,79 km², dân số năm 2010 là 1946 người, mật độ 41 người/km².